# Arganda del Rey
Pour les articles homonymes, voir Arganda del Rey (métro de Madrid).
Arganda del Rey est une commune de la communauté de Madrid, en Espagne.

## Culture taurine
La commune est le siège de l'école taurine créée en 2007 par le matador de toros Julián López "El Juli" pour donner leur chance aux jeunes qui n'ont pas les moyens de financer leurs études de tauromachie. Les premiers élèves de cette école sont apparus en novillada en 2012 à Magescq.

## Histoire

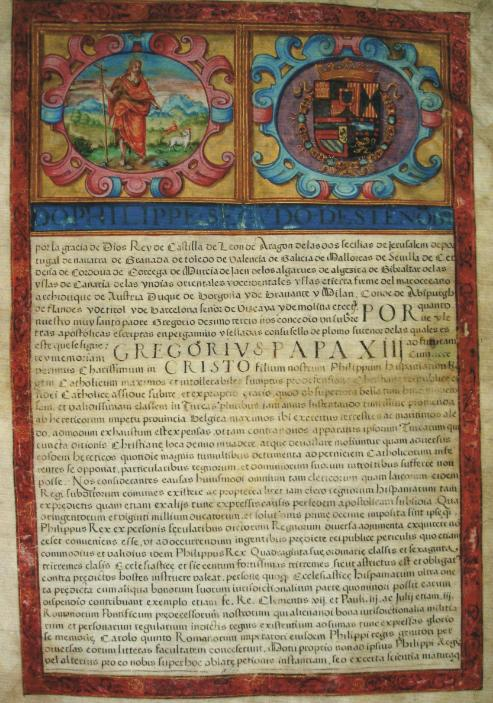
Diplôme de Philippe II dans lequel est concédé à Arganda de statut de ville du domaine royal, le 12 mars 1583.

Jusqu'en 1581, Arganda appartenait à l'archevêque de Tolède, et après cette date, Philippe II lui avait accordé la condition de Ville du domaine royal après le paiement de 10 000 ducats. Mais endettée et ruinée, la ville a été rachetée en 1613 par le duc de Lerma, Francisco Goméz de Sandoval y Rojas. L'arrivée de ce dernier dans la ville a donné lieu à une révolte générale, la ville rejetant ce nouveau seigneur.
En 1650, au décès du petit-fils du duc sans héritiers mâles, Arganda est redevenue Ville du domaine royal. En 1594 on avait commencé à construire la Casa del Rey.
Elle a été commandée par l'ambassadeur d'Allemagne, Hans Khevenhüller y Wolf, qui avait de très bonnes relations avec la Cour de Philippe III.

## Sport
Les AD Arganda, une équipe de football évolue dans cette commune.

## Personnalités liées à la commune
- Ignacio Francisco Peynado (1633-1696), théologien et philosophe jésuite